# Browning (Montana)
Browning é uma vila localizada no estado americano de Montana, no Condado de Glacier.

## Geografia
De acordo com o United States Census Bureau, a cidade tem uma área de 0,7 km², onde todos os 0,7 km² estão cobertos por terra.

### Localidades na vizinhança
O diagrama seguinte representa as localidades num raio de 36 km ao redor de Browning. 

## Demografia
Segundo o censo nacional de 2010, a sua população é de 1 016 habitantes e sua densidade populacional é de 1 452,89 hab/km². É a localidade mais densamente povoada de Montana. Possui 394 residências, que resulta em uma densidade de 563,42 residências/km².

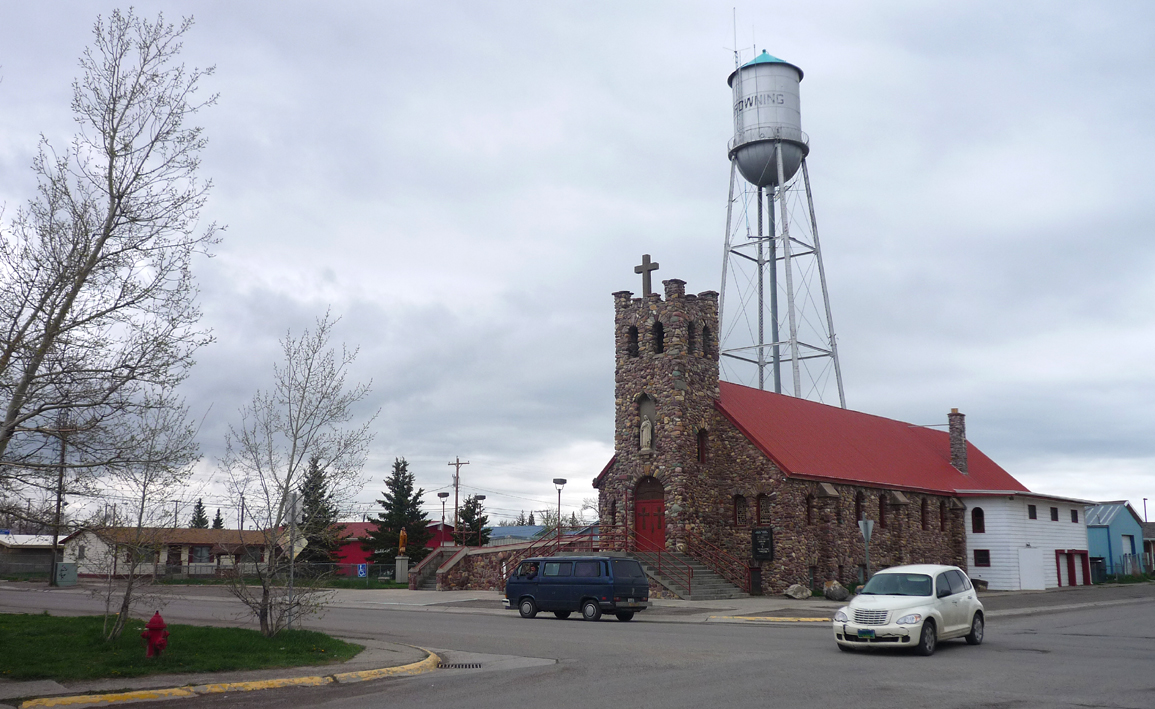
Igreja em Browning